# Pražské orgie (film)
Snímek Pražské orgie (anglicky The Prague Orgy [ðə prɑːɡ ˈɔː(r)dʒi]IPA) je česko-slovenské koprodukční drama z roku 2019, natočené Irenou Pavláskovou podle stejnojmenného románu od Philipa Rotha z roku 1985. Film byl premiérově promítán 10. října 2019 ve dvou jazykových verzích: anglické s titulky a česky dabované.

## Příběh
Americký spisovatel Nathan Zuckerman (alter ego Philipa Rotha) přijíždí do Prahy, aby získal a odvezl rukopis dosud nevydané knihy. Během svého pobytu se seznámí se spisovatelkou Olgou. Dostane se na uzavřené dekadentní večírky, jejichž účelem je nejen intelektuální setkání, ale také únik ke svobodě, kterou každý požívá po svém; Nathan Zuckerman se proti své vůli stane nejen divákem, ale také účastníkem dekadentního představení, v němž někteří hrají falešně. Nikomu nelze věřit.
Jeho pražská návštěva, plná různých neočekávaných setkání s podivuhodnými komunitami různorodých lidí se promění v nebezpečnou misí. Sám si nakonec není jistý tím, kdo je přítel a kdo je nasazený provokatér a konfident služby StB; pokládá si otázky: Kdo jsou lidé z dekadentních orgií v domě syna slavného malíře? Kdo je ten vyděšený student, který ho informuje, že musí okamžitě opustit Československo? Kdo je jeho průvodce normalizačním peklem, dříve divadelní režisér, v té době údržbář v kotelně muzea? Kdo je Olga: skandalistka a rebelka, nebo hraje nějaké dvojité hry? V ohrožení je nejen Zuckermanova svoboda, ale možná i jeho život.

## Obsazení
| Jonas Chernick      | Nathan Zuckerman     |
| Ksenia Rappoport    | Olga                 |
| Pavel Kříž          | Rudolf Bolotka       |
| Klára Issová        | Eva Kalinová         |
| Jiří Havelka        | Sisovský             |
| Miroslav Táborský   | …                    |
| Martin Stránský     | …                    |
| Jan Hrušínský       | Blecha               |
| Petr Vondráček      | …                    |
| Markéta Galuszková  | …                    |
| David Šír           | …                    |
| Evženie Pfeifferová | …                    |
| Viktor Dvořák       | disident, spisovatel |
| Jakub Wehrenberger  | disident, spisovatel |
| Joe Weintraub       | novinář Joe          |
| Alexander Surkala   | kameraman CNN        |
| Evženie Pfeifferová | …                    |

### Informace k rolím
- Rudolf Bolotka (Pavel Kříž) je původně režisér, který je režimem přinucen pracovat kotelně. On je Zuckermanovým průvodcem. Ukáže mu svět nevázaných večírků, a je současně ironickým glosátorem života v upadající společnosti, kde kdekdo spí s kdekým a kdekdo udává kdekoho.[2]
- Eva Kalinová (Klára Issová) a Sisovský (Jiří Havelka) představují ve filmu milenecký pár českých emigrantů, díky kterým přijede Zuckerman do Československa.[3]
- Role disidentů, spisovatelů (Viktor Dvořák, Jakub Wehrenberger) jsou inspirovány skutečnými postavami: Václavem Havlem a Ludvíkem Vaculíkem.[3]

## Natáčení
Irena Pavlásková získala od Philipa Rotha práva na zfilmování románu Pražské orgie v roce 2012, kdy se s ním osobně setkala v jeho domě v Connecticutu.
Film je natočen v angličtině, kvůli zachování autenticity cizince, který přijel do Prahy a lidé s ním komunikují v jeho řeči.

### Filmový štáb
- dramaturg: Martin Daniel, Alena Müllerová
- scénář a režie: Irena Pavlásková
- kostýmy: Jaroslava Procházková
- hudba: Jiří Chlumecký
- střih: Pavel Hrdlička
- kamera: Alexander Šurkala
- zvuk: Jiří Klenka
- autor předlohy: Philip Roth
- architekt: Jiří Sternwald
- kreativní producentka ČT: Alena Müllerová
- výkonný producent ČT: Jiří Vlach

### Produkce
- producent: Prague Movie Company (Irena Pavlásková a Viktor Schwarcz)
- koproducenti: Česka televize (TPS Aleny Müllerové), Eydelle Film, Cineart TV Prague, Petr Kutač – Europeana Production, Silvia Panáková, Erik Panák ARINA, Michal Kráčmer
- podpora: MEDIA, Státní fond kinematografie, Audiovizálny fond SR, Nadační fond ve filmu Praha – Prague Film Fund

## Kritika
- Mirka Spáčilová, MF DNES / iDNES.cz  50 %[6]